# Panchlora festae
Panchlora festae är en kackerlacksart som beskrevs av Giglio-Tos 1898. Panchlora festae ingår i släktet Panchlora och familjen jättekackerlackor.
Artens utbredningsområde är Ecuador. Inga underarter finns listade i Catalogue of Life.